# Freddy Valda
Freddy Valda (23 mars 1932-24 septembre 2003) est un footballeur international bolivien devenu entraîneur à l'issue de sa carrière de joueur. Il a notamment dirigé l'équipe nationale bolivienne dans les années 1960-1970.

## Carrière

### En tant que joueur
Freddy Valda porte au cours de sa carrière de joueur les couleurs de trois formations boliviennes : Chaco Petrolero, Olimpic La Paz et Club Bolívar. Attaquant efficace devant le but, il termine meilleur buteur du championnat régional de La Paz entre 1959 et 1962. Cependant, son palmarès est vierge en club. 
À 27 ans, il est appelé en équipe nationale par le sélectionneur Vicente Arraya afin de participer au Championnat sud-américain de 1959 disputé en Argentine. Il y joue deux rencontres, entrant en cours de match face au Chili et au Pérou. La sélection termine à la dernière place, avec un seul match nul et cinq défaites en six rencontres.

### En tant qu'entraîneur
En 1965, Valda est appelé par la fédération pour prendre en charge la Verde, engagée dans les éliminatoires de la Coupe du monde 1966. Les Andins terminent derniers de leur poule avec une seule victoire et trois défaites.
Freddy Valda disparaît le 24 septembre 2003, victime d'une insuffisance cardiaque. Il avait 71 ans.

## Palmarès
- Championnat de Bolivie de football :
  - Vainqueur en 1977 avec The Strongest

## Liens